# Timothy Benjamin
Pour les articles homonymes, voir Benjamin.
Timothy Benjamin, né le 2 mai 1982, Cardiff, est un athlète britannique spécialiste du 400 m, actif au plus haut niveau entre 2001 et 2009.

## Palmarès

### Jeux olympiques d'été
- 2004 à Athènes ( Grèce)
  - éliminé en demi-finales sur 400 m
  - 5e en relais 4 × 400 m

### Championnats du monde d'athlétisme
- 2001 à Edmonton ( Canada) 
  - 6e en relais 4 × 400 m
- 2005 à Helsinki ( Finlande) 
  - 5e sur 400 m
  - 4e en relais 4 × 400 m

### Jeux du Commonwealth
- Jeux du Commonwealth de 2002 à Manchester ( Angleterre)
  - éliminé en demi-finale sur 400 m
  -  Médaille d'argent en relais 4 × 400 m

### Championnats d'Europe d'athlétisme
- 2002 à Munich ( Allemagne)
  - éliminé en demi-finales sur 400 m
- 2006 à Göteborg ( Suède)
  - 6e sur 400 m
  -  médaille d'argent en relais 4 × 400 m